# Balderas (metropolitana di Città del Messico)
Balderas è una stazione della metropolitana di Città del Messico, situata sulle linee 1 e 3.
La stazione prende il proprio nome dalla adiacente Avenida Balderas, che a sua volta è così chiamata in onore del generale Lucas Balderas, eroe della guerra messico-statunitense, rimasto ucciso nella battaglia di Molino del Rey.